# Mizanur Rahman Chowdhury
Mizanur Rahman Chowdhury (Bengalisch: মিজনুর রহমান চৌধুরী, Mijanur Rahmān Caudhurī; * 19. Oktober 1928; † 2. Februar 2006 in Dhaka) war ein Politiker aus Bangladesch. Vom 9. Juli 1986 bis 27. März 1988 war er Premierminister seines Landes.
Chowdhury wurde im Distrikt Chandpur im heutigen Bangladesch geboren. Bereits seit seiner Collegezeit war er politisch engagiert. Als Mitglied der Awami-Liga wurde er 1962 erstmals in das pakistanische Parlament – das Gebiet Bangladeschs gehörte damals zu Pakistan – gewählt. Als Mujibur Rahman und andere Führer der Awami-Liga 1966 verhaftet wurden, war Chowdhury geschäftsführender Generalsekretär seiner Partei, bis er schließlich 1967 selbst festgenommen wurde. Nach seiner Freilassung war er in der bengalischen Unabhängigkeitsbewegung der frühen 1970er Jahre aktiv. Seit der Unabhängigkeit Bangladeschs war Chowdhury lange Zeit Parlamentsmitglied. In Mujibur Rahmans Regierungskabinett war er ab 1973 Informationsminister. Nach dessen Ermordung 1975 trat er von diesem Amt zurück und führte eine Splittergruppe der Awami-Liga an.
In den frühen 1980er Jahren unterstützte Chowdhury die Machtübernahme durch Hossain Mohammad Ershad und wurde 1984 Mitglied in dessen Jatiya Party. Während Ershads Präsidentschaft war Chowdhury für zwei Jahre – von 1986 bis 1988 – Premierminister Bangladeschs.
Chowdhury wurde 2001 wieder Mitglied der Awami-Liga und war bis zu seinem Tod als politischer Berater tätig.